# Ruth Muskrat Bronson
Ruth Muskrat Bronson (White Water, Oklahoma, 3 de octubre de 1897-Tucsón, Arizona, 12 de junio de 1982) fue una poetisa, educadora y activista por los derechos de los derechos de los indígenas cheroqui.

## Biografía
Su madre tenía ascendencia anglo-irlandesa y su padre era cheroqui y nació en el Territorio Indio.
Estudió en la reserva Mescalero y en 1925 viajó a Pekín. Dio clases en Haskell y colaboró con la BIA en la edificación de escuelas hasta 1943. En 1944, publicó Indians Are People Too y fue secretaria ejecutiva del NCAI De 1946-1949 y desde 1952 realizó programas sanitarios entre los apaches. Se retiró por un ataque cardíaco en 1970.